# Стюарт, Эдди
Эдвард Альберт «Эдди» Стюарт (англ. Edward Albert "Eddie" Stuart; 12 мая 1931 — 4 ноября 2014) — южноафриканский футболист, играл на позиции защитника. Он провёл 322 матча за английский «Вулверхэмптон Уондерерс» между 1951 и 1962 годом, выиграв три чемпионских титула и кубок Англии по футболу. Он также играл за «Сток Сити», «Транмир Роверс» и «Стокпорт Каунти».

## Биография
Начал свою профессиональную карьеру с «Рейнджерс Йоханнесбург», с которым выиграл кубок ЮАР по футболу. Затем в январе 1951 года он перешёл в клуб английского Первого дивизиона «Вулверхэмптон Уондерерс». Проведя некоторое время в запасе, он дебютировал 15 апреля 1952 года, забив единственный гол своей команды в дерби с «Вест Бромвич Альбион», итоговый счёт — 4:1. Во время визита на родину Стюарт заразился тропической болезнью и был госпитализирован, это вывело его из строя на год. Он вернулся в первую команду в последние месяцы 1953/54 сезона, в котором «волки» выиграли своё первое в истории чемпионство. Он оставался основным игроком команды до конца десятилетия, выиграв ещё два чемпионских титула, и став в 1959 году капитаном клуба после ухода со спорта Билли Райта.
Летом 1962 года Стюарт присоединился к «Сток Сити» за £ 8000. В свой первый сезон с клубом он выиграл Второй дивизион 1962/63 и таким образом вернулся в высшую лигу. Он сыграл 30 матчей за «Сток» в 1963/64 сезоне, а команда сумела остаться в элите. В 1964 году он перешёл в «Транмир Роверс» за £ 4000, а затем играл в «Стокпорт Каунти», с которым выиграл Четвёртый дивизион. Затем он получил небольшой опыт тренерской деятельности, став в 1968 году играющим тренером «Вустер Сити». В декабре 1971 года он покинул клуб, завершив карьеру, после чего открыл сеть парикмахерских в районе Вулвергемптона.
Стюарт умер 4 ноября 2014 года в Рексеме, Уэльс, в возрасте 83 лет после продолжительной болезни.

## Достижения
«Вулверхэмптон Уондерерс»
- Первый дивизион: 1953/54, 1957/58, 1958/59
- Кубок Англии: 1960

«Сток Сити»
- Второй дивизион: 1962/63

«Стокпорт Каунти»
- Четвёртый дивизион: 1966/67